# سیریاک
گوهی بی زورو سیریاک سِده (انگلیسی: Gohi Bi Zoro Cyriac Sede؛ زادهٔ ۵ اوت ۱۹۹۰) یا به اختصار سیریاک؛ بازیکن فوتبال اهل ساحل عاج است که در پست مهاجم برای اوستنده در لیگ برتر فوتبال بلژیک بازی می‌کند.
از باشگاه‌هایی که در آن بازی کرده‌است می‌توان به استاندارد لیژ، باشگاه فوتبال ای‌اس‌ای‌سی میموزاز، اندرلشت، باشگاه فوتبال اوستنده، و باشگاه فوتبال چارلتون اتلتیک اشاره کرد.
وی همچنین در تیم ملی فوتبال ساحل عاج بازی کرده‌است.